# Macchia di Montenero
Macchia di Montenero este o arie protejată (arie specială de conservare — SAC, sit de importanță comunitară — SCI) din Italia întinsă pe o suprafață de 355 ha, integral pe uscat.

## Localizare
Centrul sitului Macchia di Montenero este situat la coordonatele 43°22′19″N 13°10′30″E / 43.371944°N 13.175°E.

## Înființare
Situl Macchia di Montenero a fost declarat sit de importanță comunitară în iunie 1995 pentru a proteja 9 specii de animale. Situl a fost protejat și ca arie specială de conservare în aprilie 2016.

## Biodiversitate
Situată în ecoregiunea continentală, aria protejată conține 8 habitate naturale: Pseudostepă cu ierburi și specii anuale de Thero-Brachypodietea, Pajiști uscate seminaturale și facies de acoperire cu tufișuri pe substraturi calcaroase (Festuco-Brometalia) (* situri importante pentru orhidee), Păduri de fag din Apenini cu Taxus și Ilex, Păduri de stejar alb estice, Păduri de Quercus ilex și Quercus rotundifolia, Pajiști carstice calcaroase sau bazofile, de Alysso-Sedion albi, Păduri pe pante, grohotișuri și ravene de Tilio-Acerion, Păduri ilirice de stejar și carpen (Erythronio-Carpinion).
La baza desemnării sitului se află mai multe specii protejate:
- păsări (7): șorecarul comun (Buteo buteo), caprimulg (Caprimulgus europaeus), pițigoi albastru (Cyanistes caeruleus), vânturel roșu (Falco tinnunculus), cinteză (Fringilla coelebs), sfrâncioc roșiatic (Lanius collurio), pițigoi mare (Parus major)
- nevertebrate (2): fluturele auriu (Euphydryas aurinia), rădașcă (Lucanus cervus)

Pe lângă speciile protejate, pe teritoriul sitului au mai fost identificate 1 specie de păsări.